# Verconia subnivalis
Verconia subnivalis is een slakkensoort uit de familie Chromodorididae. De wetenschappelijke naam van de soort werd in 1987 als Noumea subnivalis gepubliceerd door Kikutaro Baba.